# Wu Ming

Logo ufficiale del collettivo: i caratteri semplificati wú míng, che significano «senza nome».

Wu Ming è un collettivo di scrittori italiani fondato a Bologna nel gennaio del 2000 dagli autori del romanzo Q. Il romanzo, pubblicato nel 1999, era ancora firmato Luther Blissett in adesione all’omonimo progetto (1994-1999). A differenza del "nome di uso multiplo" Luther Blissett, lo pseudonimo collettivo "Wu Ming" indica un preciso nucleo di persone.

## Il collettivo

### Significato del nome
In cinese, "wu ming" significa "senza nome", “anonimo” (caratteri tradizionali: 無名; caratteri semplificati: 无名; pinyin: wú míng) oppure "cinque nomi" (cinese: 五名; pinyin: wǔ míng), a seconda di come viene pronunciata la prima sillaba. Il nome d'arte è inteso tanto come tributo alla dissidenza ("Wu Ming" è un modo di firmarsi frequente presso i cittadini cinesi che chiedono democrazia e libertà di parola), quanto come rifiuto dei meccanismi che trasformano lo scrittore in divo.

### Formazione

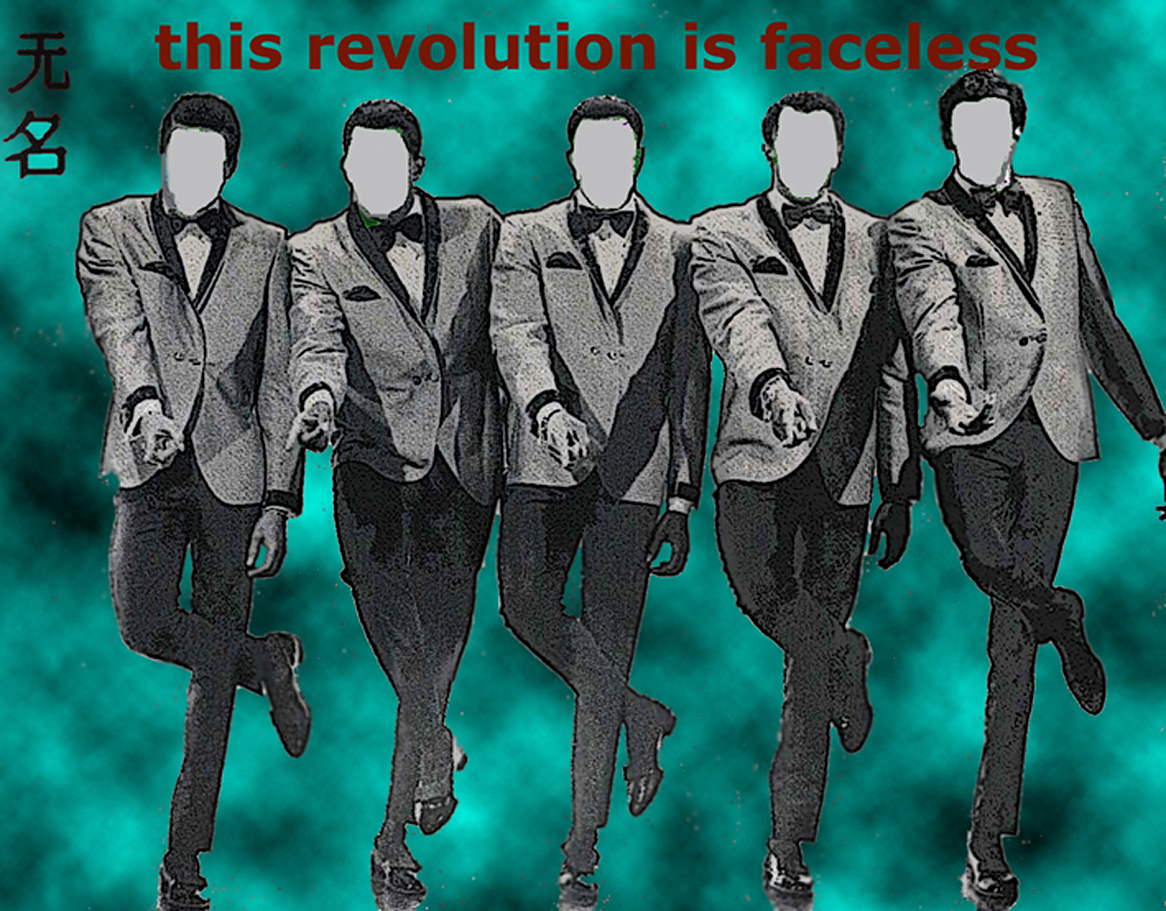
Logo utilizzato da Wu Ming dal 2001 al 2008, periodo in cui il collettivo era un quintetto. Dal 2008 al 2015 è stato un quartetto. Dal 2015 i membri sono tre.

Il fatto che Wu Ming significhi "Senza nome" ha spesso generato equivoci sul presunto anonimato dei suoi membri, i cui nomi anagrafici sono invece noti e riportati anche sul loro sito ufficiale, dove si legge:
 Dal 2015 la formazione è composta da: 
- Wu Ming 1 (Roberto Bui)
- Wu Ming 2 (Giovanni Cattabriga)
- Wu Ming 4 (Federico Guglielmi)

Ciascuno dei membri ha un nome d'arte individuale, una produzione "solista" ed una "voce" autoriale autonoma, riconoscibile dai lettori.
In passato hanno fatto parte di Wu Ming anche:
- Wu Ming 3 (Luca Di Meo, 1964-2023, uscito dal collettivo nel 2008)[8]
- Wu Ming 5 (Riccardo Pedrini, uscito dal collettivo nel 2015)[9]

### Apparizioni e immagine pubblica
Il collettivo Wu Ming organizza tour di presentazioni, reading musicali e incontri con i lettori e i suoi membri appaiono spesso in pubblico.
Benché si mostrino in pubblico di persona, i Wu Ming hanno adottato la politica di non apparire in foto né in video. Nemmeno sul loro sito ufficiale sono disponibili immagini dei loro volti. Per questo motivo chiedono a lettori e lettrici di non pubblicare sui social network foto scattate durante presentazioni e reading.
Il gruppo ha riassunto questa impostazione nel motto: "Trasparenti verso i lettori, opachi verso i media". La posizione del gruppo è stata spiegata da Wu Ming 1 in un'intervista del 2007:
Posizione ribadita e approfondita nello scritto "La carne, le ossa, i volti di Wu Ming", primo paragrafo del testo di Wu Ming 1 Wu Ming / Tiziano Scarpa: Face Off (marzo 2009). La ricapitolazione più recente di questa poetica si trova nel lungo scritto teorico di Wu Ming L'amore è fortissimo, il corpo no, pubblicato in due parti su Giap nel dicembre 2019

### Posizione sul copyright
Dal precedente progetto Luther Blissett, Wu Ming eredita una particolare posizione degli autori in ordine al diritto d'autore: tutte le opere del collettivo Wu Ming, dopo alcuni anni dalla loro pubblicazione cartacea, vengono proposte per il download integrale dal loro sito.

## Giap
Il collettivo gestisce un suo blog, nato come newsletter, il cui nome, Giap, è ispirato a quello dal generale Võ Nguyên Giáp. Nelle parole di Wu Ming, "si [tratta] di un’allegoria". La spiegazione dell’allegoria è stata data nel saggio introduttivo all’opera collettanea Totò, Peppino e la guerra psichica 2.0: il nome ‘’Giap’’ era inteso segnalare un cambio di strategia dal Luther Blissett Project a Wu Ming, cambio realizzato con la pubblicazione di Q. Quest’ultima era paragonata alla battaglia di Dien Bien Phu, l’attacco alla forza d’occupazione francese, ideato e condotto da Giap, che nel 1954 pose fine alla Guerra d’Indocina. 
La newsletter Giap fu spedita dal 2000 al 2010, anno in cui fu trasformata in un blog, oggi sito ufficiale di Wu Ming.

## Wu Ming Foundation
Il collettivo Wu Ming fa parte di una “costellazione di progetti", la Wu Ming Foundation, che comprende "progetti artistici, culturali e politici, laboratori, gruppi d’inchiesta, collettivi”, il più delle volte nate da discussioni su Giap. Le peculiari dinamiche e le strutture aperte della WMF sono divenute oggetto di diversi studi e ricerche transdisciplinari e anche di un documentario. La Wu Ming Foundation include tra i vari progetti: 
- il Wu Ming Contingent, gruppo punk-rock che ha all’attivo diverse uscite discografiche.

- Nicoletta Bourbaki, "gruppo di lavoro sul revisionismo storiografico in rete e sulle false notizie a tema storico, nato nel 2012 durante una discussione su Giap […] Ne fanno parte storici, ricercatori di varie discipline, scrittori, attivisti e semplici appassionati di storia”[20]. Ha all’attivo diverse pubblicazioni tra cui il libro La morte, la fanciulla e l’orco rosso. Il caso Ghersi: come si inventa una leggenda antipartigiana [21][22][23]

- Alpinismo Molotov, associazione escursionistica e dedicata al territorio montano[24]

- Wu Ming Lab, officina di narrazioni da cui sono nati diversi libri.

- Quinto Tipo, collana-laboratorio diretta da Wu Ming 1 e Pietro De Vivo per le Edizioni Alegre. Avviata nel 2014, ha all’attivo una ventina di titoli. Prende il nome da una tipologia di incontri ravvicinati non presente nella classificazione dell'ufologo J. Allen Hynek: "Incontri bilaterali posti in essere tramite iniziative umane coscienti, volontarie ed attive, o tramite la comunicazione cooperativa con intelligenze extraterrestri"[25].

- Melologos, «laboratorio di fonologia narrativa» con sede a Bologna, dedito ad audioproduzioni e sperimentazioni sonore.[26]

## Opere principali

### Romanzi collettivi
- Q, come Luther Blissett, Torino, Einaudi, 1999. ISBN 88-06-14740-4.
- Asce di guerra, con Vitaliano Ravagli, Milano, Tropea, 2000. ISBN 88-438-0269-0.
- 54, Torino, Einaudi, 2002. ISBN 88-06-16203-9.
- Manituana, Torino, Einaudi, 2007. ISBN 978-88-06-18584-8.
- Altai, Torino, Einaudi, 2009. ISBN 978-88-06-19896-1.
- L'armata dei sonnambuli, Torino, Einaudi, 2014. ISBN 978-88-06-21413-5.
- Proletkult, Einaudi, 2018. ISBN 88-06-23694-6
- Ufo 78, Einaudi, 2022, ISBN 9788806248918

### Romanzi solisti

#### Wu Ming 1
- New Thing, Torino, Einaudi, 2004. ISBN 88-06-16276-4.
- Point Lenana,con Roberto Santachiara, Torino, Einaudi, 2013. ISBN 978-88-06-21075-5.
- Un viaggio che non promettiamo breve. Venticinque anni di lotte No Tav, Torino, Einaudi, 2016. ISBN 978-88-06-22564-3.
- La macchina del vento, Torino, Einaudi, 2019. ISBN 978-88-06-24080-6.
- La Q di Qomplotto. QAnon e dintorni. Come le fantasie di complotto difendono il sistema, Roma, Edizioni Alegre, 2021. ISBN 978-88-32-06741-5.
- Gli uomini pesce, Torino, Einaudi, 2024. ISBN 978-88-06-25172-7.

#### Wu Ming 2
- Guerra agli umani, Torino, Einaudi, 2004. ISBN 88-06-16812-6.
- Il sentiero degli dei, Portogruaro, Ediciclo, 2010, ISBN 978-88-88829-96-8; nuova edizione aggiornata ed estesa Milano, Feltrinelli, 2021, ISBN 978-88-07-49291-4 (oggetto narrativo non identificato dedicato alla Via degli Dei e al territorio appenninico tra Bologna e Firenze).
- Timira. Romanzo meticcio, con Antar Mohamed, Torino, Einaudi, 2012. ISBN 978-88-06-20592-8.
- Il sentiero luminoso, Portogruaro, Ediciclo editore, 2016. ISBN 978-88-65-49165-2.

#### Wu Ming 4
- Stella del mattino, Torino, Einaudi, 2008. ISBN 978-88-06-18694-4.
- Il piccolo regno, Milano, Bompiani, 2016. ISBN 978-88-06-21075-5.
- La vera storia della Banda Hood, Milano, Bompiani, 2024. ISBN 978-88-30-10835-6

#### Wu Ming 5
- Havana Glam, Roma, Fanucci, 2001. ISBN 88-347-0821-0.
- Free Karma Food, Milano, Rizzoli, 2006. ISBN 88-17-01050-2.

## Premi e riconoscimenti
- Cinquina finale del Premio Strega 1999, per Q.
- Premio Sergio Leone 2007, per Manituana, consegnato da Gianni Minà a Torella dei Lombardi.
- Premio Emilio Salgari 2008, per Manituana.
- Stellfox Award 2022, assegnato dal Dickinson College, Pennsylvania[27].